# Primula esquirolii
Primula esquirolii är en viveväxtart som beskrevs av Marcel Georges Charles Petitmengin. Primula esquirolii ingår i släktet vivor, och familjen viveväxter. Inga underarter finns listade i Catalogue of Life.